# Fair play - HNPD
Fair play - HNPD, do 24. února 2014 Hnutí na podporu dobrovolných hasičů a dalších dobrovolníků (HNPD), je české politické hnutí podporující činnost neziskových dobročinných organizací. HNPD prosazuje renesanci morálních hodnot a společenský rozvoj založený na modernizaci, prosperitě, svobodě, solidaritě, sociální spravedlnosti atd. Programovým cílem je otevřená demokratická společnost, založená na sociálně a ekologicky tržním hospodářství. Hnutí podporuje činnost neziskových dobročinných organizací, rozvoj malých a středních firem domácích majitelů a vytváření silné a zdravé střední vrstvy a rozvoj ekologického zemědělství. Hnutí také podporuje iniciativu Ne základnám.
Pro volby do Sněmovny 2006 se zapojilo do Koalice pro Českou republiku, která obdržela 8140 hlasů (0,15 %). V následujících komunálních volbách získalo 56 zastupitelů.